# Maasbracht
Maasbracht est un village néerlandais situé dans la commune de Maasgouw, dans la province du Limbourg néerlandais. Le 1er janvier 2006, le village comptait 13 613 habitants.
Maasbracht a été une commune indépendante jusqu'au 1er janvier 2007. À cette date, Maasbracht fusionne avec Thorn et Heel pour former la nouvelle commune de Maasgouw.

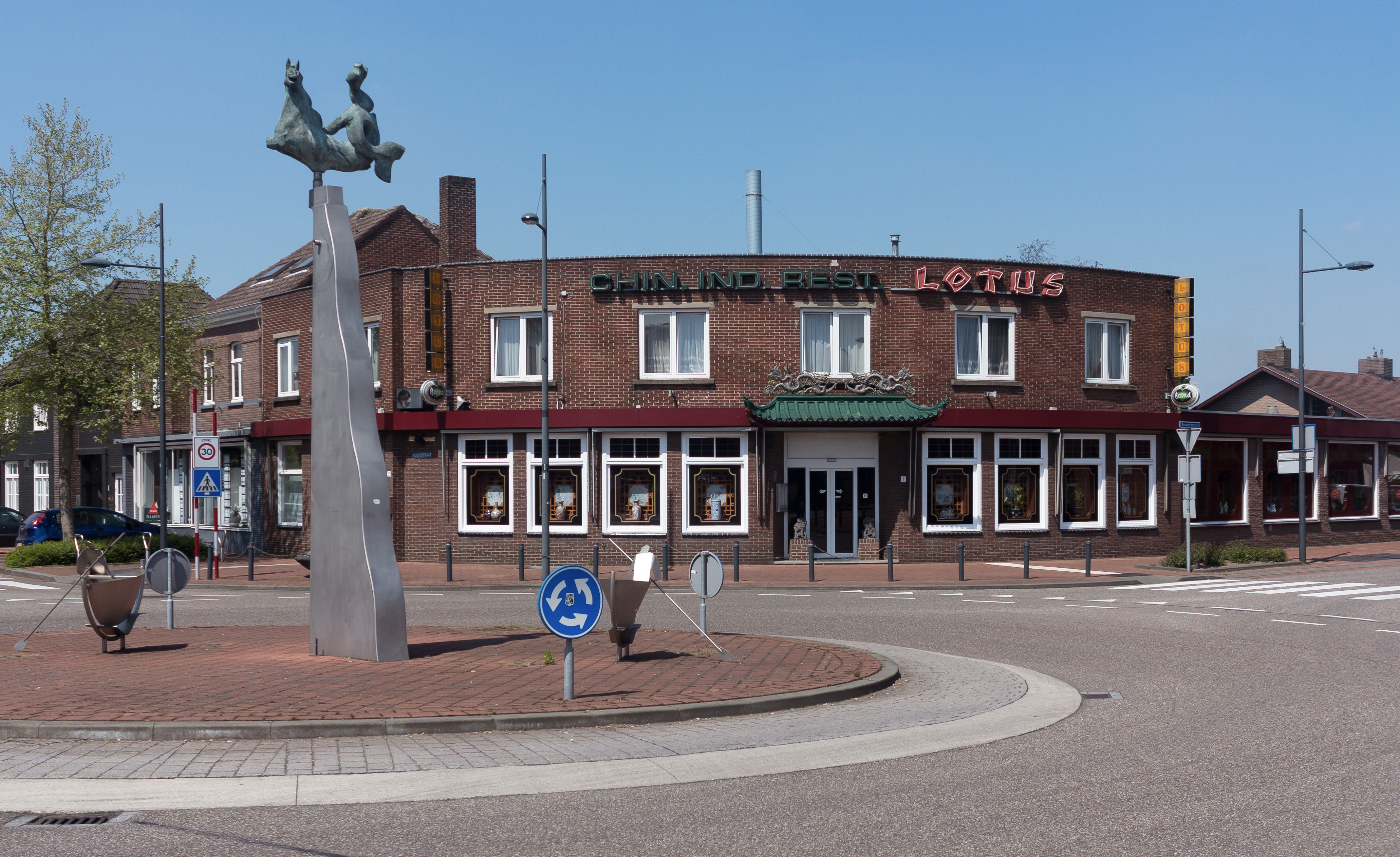
Sculpture au carrefour giratoire

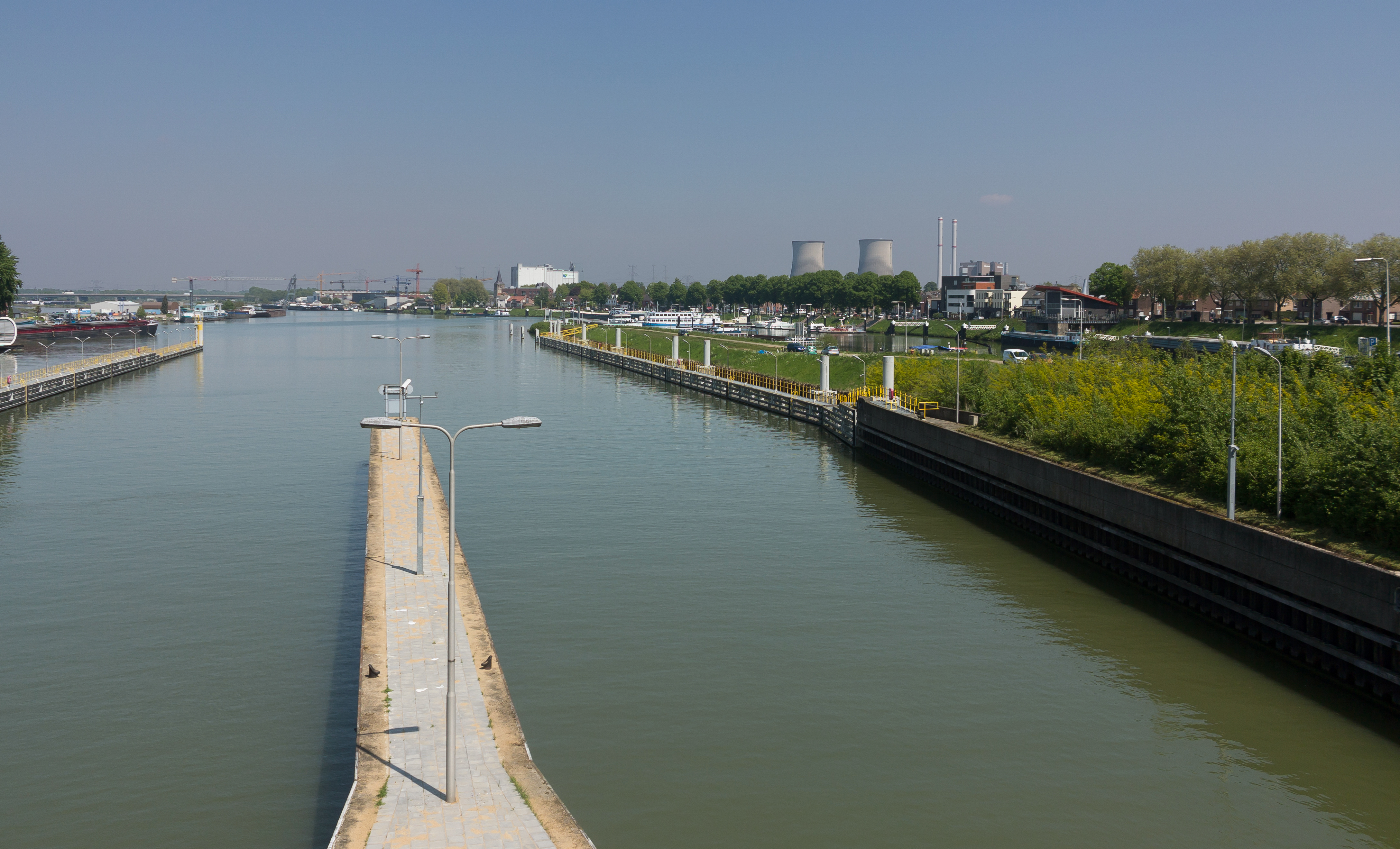
Le canal: het Julianakanaal

## Histoire

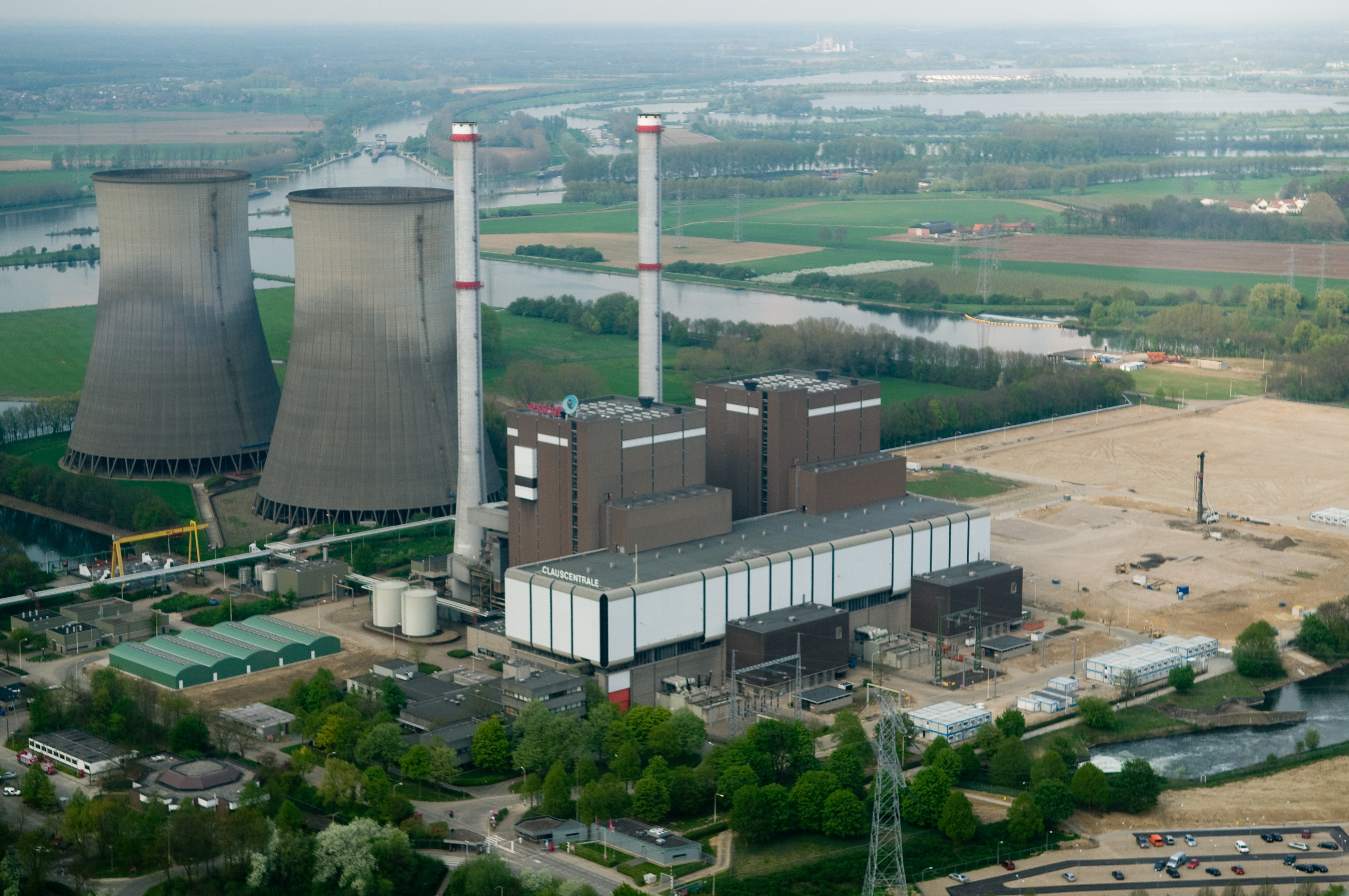
(2011)

Après la construction du canal Juliana dans les années 1920, Maasbracht devint l'un des plus grands ports intérieurs des Pays-Bas, sa principale cargaison étant la houille provenant des mines de charbon du Limbourg méridional (nl: Kempens Bekken), situées autour de Heerlen.
Après la fermeture de cettes mines, la manutention des marchandises dans le port de Maasbracht diminua considérablement à partir de 1970 environ.
De mai 1940 à janvier 1945, Maasbracht fut occupée par des soldats de la Wehrmacht. Le 23 janvier, des soldats britanniques libérèrent Maasbracht lors de l'opération Blackcock.
La centrale électrique de Claus (en néerlandais: Clauscentrale), une centrale électrique au gaz près de Maasbracht, inaugura officiellement en 1978.
Elle a 1304 MW.
À Maasbracht, TenneT a un grand poste haute tension 380/150 kV. Depuis 1967, ce poste est connecté avec le poste Umspannanlage Oberzier près de Niederzier,.

## Personnalités
- Mark van Bommel (* 1977), footballeur néerlandais